# Lothar Klein (Politiker)
Lothar Klein (* 15. Mai 1956 in Dresden) ist ein deutscher Politiker (DSU/CDU). Er war 1990 Abgeordneter der letzten Volkskammer der DDR und war von 2004 bis 2017 Mitglied des Dresdner Stadtrates.

## Leben
Nach einer Ausbildung zum Elektronikfacharbeiter war er von 1976 bis 1990 als Elektroniker beim VEB Forschungszentrum Mikroelektronik Dresden beschäftigt. Der Besuch einer Erweiterten Oberschule und dadurch die Möglichkeit zum Studium wurde Klein, der einem christlichen Elternhaus entstammte, nach eigenen Angaben aus politischen Gründen verwehrt. 
Im Zuge der politischen Wende in der DDR begann sich der bis dahin parteilose Klein politisch zu engagieren. Er gehörte zu den Gründungsmitgliedern der im Januar 1990 in Leipzig gegründeten Deutschen Sozialen Union (DSU). Im März wurde er zum Geschäftsführer des damaligen DSU-Bezirksverbandes Dresden gewählt und trat in dieser Funktion als DSU-Kandidat zur Volkskammerwahl am 18. März 1990 im Wahlbezirk Dresden (03) auf dem Listenplatz 3 an. Da die DSU im Wahlbezirk Dresden mit 13,8 % das zweitbeste Wahlergebnis aller Wahlbezirke erzielen konnte, stellte die DSU aus diesem Wahlbezirk allein 6 Abgeordnete, sodass Klein ein Mandat im letzten Parlament der DDR erhielt, dem er bis zu seiner Auflösung angehörte. 
Nach der Einrichtung des Bundeslandes Sachsen leitete Klein den DSU-Kreisverband Dresden-Land und gehörte für einige Zeit ab Juli 1991 dem DSU-Bundesvorstand an. Beruflich fand Klein zunächst bis zum Juni eine Tätigkeit in der Dresdner Außenstelle der Stasi-Unterlagen-Behörde, um nach einer Ausbildung zum Redakteur bis 2000 als Referent freiberuflich tätig zu sein. Im Juni 1991 wurde Klein als einziger DSU-Vertreter in der Funktion eines Ersatzbewerbers für Gotthard Voigt auf Vorschlag der CDU/CSU-Fraktion im Bundestag als Beobachter in die Fraktion der Europäischen Volkspartei im Europäischen Parlament entsandt, wo er bis 1994 regelmäßig an Sitzungen des Europaparlaments teilnahm. Nachdem es auf dem 5. Bundesparteitag der DSU im April 1993 zum Bruch mit der CSU gekommen war, wechselte Klein zur CDU, da er mit dem neu gewählten DSU-Vorsitzenden Roberto Rink keine politische Übereinstimmung sah. 
2001 bekam Klein eine Anstellung als Mitarbeiter der Gedenkstätte Bautzner Straße Dresden. 2009 war er zudem nach einer Vakanz zeitweise amtierender Vorsitzender des Fördervereins der Gedenkstätte, bis 2010 der ehemalige Dresdner Oberbürgermeister Herbert Wagner (CDU) zum neuen Vorsitzenden gewählt wurde. In der CDU engagierte sich Klein zunächst in seinem Wohnort Weixdorf. Seit 1996 gehörte er dem Landesfachausschuss „Sicherheit und Recht“ der Sächsischen Union an. 2004 wurde Klein erstmals in den Dresdner Stadtrat gewählt, 2009 und 2014 gelang ihm der Einzug in das Dresdner Stadtparlament erneut. Er war dort sicherheitspolitischer Sprecher der CDU-Fraktion und Mitglied in diversen Stadtratsausschüssen. 2017 schied er aus dem Stadtrat aus.
Lothar Klein war seit 2001 Mitarbeiter der Stiftung Sächsische Gedenkstätten zur Erinnerung an die Opfer politischer Gewaltherrschaft. Er war Vorsitzender des Vereins Sächsische Israelfreunde e. V. und ist mittlerweile deren Ehrenvorsitzender.